# WTA de Karlovy Vary
O WTA de Karlovy Vary – ou Pupp Czech Open, na última edição – foi um torneio de tênis profissional feminino, de nível WTA Tier IV.
Realizado em Karlovy Vary, no noroeste da República Tcheca, estreou em 1996 e durou uma edição. Os jogos eram disputados em quadras de saibro durante o mês de setembro.

## Finais

### Simples
| Ano  | Campeã            | Vice-campeã    | Resultado     |
| ---- | ----------------- | -------------- | ------------- |
| 1996 | Ruxandra Dragomir | Patty Schnyder | 6–2, 3–6, 6–4 |

### Duplas
| Ano  | Campeãs                        | Vice-campeãs                    | Resultado     |
| ---- | ------------------------------ | ------------------------------- | ------------- |
| 1996 | Karina Habšudová Helena Suková | Eva Martincová Elena Pampoulova | 3–6, 6–3, 6–2 |